# Liste der Monuments historiques in Avensan
Die Liste der Monuments historiques in Avensan führt die Monuments historiques in der französischen Gemeinde Avensan auf.

## Liste der Bauwerke
| Bezeichnung           | Beschreibung                 | Standort | Kennzeichnung | Schutzstatus | Datum | Bild           |
| --------------------- | ---------------------------- | -------- | ------------- | ------------ | ----- | -------------- |
| Schloss Citran        | Erbaut von 1861 bis 1864     | (Lage)   | PA33000155    | Inscrit      | 2012  | weitere Bilder |
| Kreuz von Villeranque | Errichtet im 16. Jahrhundert | (Lage)   | PA00083118    | Inscrit      | 1926  |                |
| Kirche St-Pierre      |                              | (Lage)   | PA00083119    | Classé       | 1915  | weitere Bilder |

## Liste der Objekte
| Bezeichnung                    | Beschreibung                       | Standort                         | Kennzeichnung | Schutzstatus | Datum | Bild |
| ------------------------------ | ---------------------------------- | -------------------------------- | ------------- | ------------ | ----- | ---- |
| Prozessionskreuz               | Silber und Holz, 18. Jahrhundert   | in der Kirche St-Pierre (Lage)   | PM33000037    | Classé       | 1908  |      |
| Acht Bas-Reliefs               | Stein, 15. Jahrhundert             | in der Kirche St-Pierre (Lage)   | PM33000036    | Classé       | 1908  |      |
| Lesepult                       | Holz, Anfang des 18. Jahrhunderts  | in der Kirche St-Pierre (Lage)   | PM33000038    | Classé       | 1963  |      |
| Agnus Dei                      | Silber, vergoldet, 15. Jahrhundert | im Pfarrhaus                     | PM33000039    | Classé       | 1921  |      |
| Reliquiar in Form eines Engels | Holz, 17. Jahrhundert              | in der Kapelle St-Raphaël (Lage) | PM33001687    | Inscrit      | 1991  |      |